# Kokia cookei
Kokia cookei е вид растение от семейство Слезови (Malvaceae). Видът е вече изчезнал от дивата природа.

## Разпространение
Било е разпространено в САЩ, само в низините на западния остров Молокаи на Хавайските острови.